# Football Northern Territory
La Football Northern Territory, nota anche come FNT è la terza serie del campionato australiano di calcio. È il secondo campionato semi-professionistico per importanza, il maggiore a livello statale, ed è organizzato dai Comitati Statali della FFA.

## Caratteristiche
Istituito a partire dalla stagione 2005 rappresenta, insieme alla NPL, il campionato di livello più elevato su base statale e vi partecipano squadre semi-professionistiche.
Le divisioni gestite dalla FNT sono due: NorZone Premier League e Southern Zone Premier League

### Promozione e Retrocessione
Attualmente (2025) non è in vigore alcun sistema che permetta la promozione o la retrocessione dei club della FNT verso il secondo o il quarto livello calcistico australiano.

## Campionati della FNT
Il seguente elenco è aggiornato alla stagione 2024.
- NorZone Premier League (8 squadre)
- Southern Zone Premier League (4 squadre)

- Totale: 12 squadre divise in 2 campionati su base statale